# Wylie Grant
Wylie Cameron Grant, né le 24 novembre 1879 et mort en novembre 1968, est un joueur de tennis américain du début du XXe siècle.
Il a remporté l'US Men's National Championship : en double mixte en 1902 et 1904 (avec Elisabeth Moore) .

## Palmarès (partiel) Wylie Grant

### Titres en simple
Non connu

### Finales de simple perdues
Non connu

### Titres en double
Non connu

### Finales de double perdues
1907 : US Men's National Champ’s, Newport

### Titres en double mixte
|   | Date | Nom et lieu du tournoi             | Cat.      | ($) | Surface      | Partenaire      | Finalistes                       | Score   |          |
| - | ---- | ---------------------------------- | --------- | --- | ------------ | --------------- | -------------------------------- | ------- | -------- |
| 1 | 1902 | US Men's National Champ’s, Newport | G. Chelem | 0   | Herbe (ext.) | Elisabeth Moore | Elizabeth Rastall Albert Hoskins | 6-2 6-1 | Parcours |
| 2 | 1904 | US Men's National Champ’s, Newport | G. Chelem | 0   | Herbe (ext.) | Elisabeth Moore | May Sutton Bundy F.B. Dallas     | 6-2 6-1 | Parcours |

### Finales en double mixte
Non connu

## Parcours enGrand Chelem(partiel)

### En simple
Parcours non connu

### En double
Non connu